# Daniel Wheeler (missionär)
Daniel Wheeler, född 1771 i London, död 1840 var en brittisk missionär och kväkare och byggde en mönsterfarm i Storfurstendömet Finland. Han kallades till kejsare Alexander och fick uppdraget att dränera träsken utanför Sankt Petersburg.

## Biografi
Daniel Wheeler föddes den 27 november 1771 i välbärgad familj i London. Hans far var vinhandlare och dog när sonen bara var sex år. När hans mor, Sarah dog sex år senare ordnades så att pojken blev jungman på ett handelsfartyg som gick mellan England och Porto i Portugals vindistrikt. Efter bara några resor blev Wheeler kadett i engelska flottan.

### Militärtjänst
Wheeler stannade i flottan i sex år och sökte sig sedan till ett regemente i armén som skickades till Irland. Efter ett par år blev han uttagen till krigstjänst mot Frankrike under befäl av hertigen av York. Hösten 1795 (knappt 24 år) skickades Wheeler till Västindien med generalen Ralph Abercromby.
Soldaterna drabbades av stormar och sjukdomar och Wheeler var nära att dör. Efter tillfrisknandet började han tänka över sitt liv och beslutade sig att ta avsked från armén.

### Lantbrukare i Yorkshire
Wheeler bosatte sig hos sin syster Barbara i Woodhouse nära Sheffield. Barbara hade gift sig med en kväkare och Wheeler började delta i deras möten. Efter två år blev han medlem i Vännernas samfund och gifte sig med Jane Brady. De bosatte sig på en lantgård i södra Yorkshire. År 1816 blev Wheeler utnämnd till kväkarmissionär.

### Sankt Petersburg
En dag lade Wheeler puzzel med sin lille son. På den färdiga bilden framträdde Sankt Petersburg i hörnet och han förstod då att det var där han skulle börja sin mission. Samtidigt sökte Tsar Alexander I av Ryssland en expert för utdikning av myrarna omkring huvudstaden. År 1817 reste Wheeler till  storfurstendömet och gjorde en förstudie för utdikning av träskmarkerna omkring Neva och bifloden Ochta. Tsaren gillade studien och gav Wheeler i uppdrag att omvandla våtmarken till jordbruksmark. Wheeler flyttade till Shoosharry vid Ochtafloden med sin familj, två lantarbetare, redskap, utsäde och några kor. Tsaren skickade soldater att röja skog och gräva diken, medan Wheeler och hans lantarbetare började odla upp 400 hektar. Tsar Alexander följde arbetet personligen till sin död 1825. Wheeler och hans son Charles bröt ny mark och sammanlagt 1200 hektar blev en mönsterfarm.